# Stazione di Matrice-Montagano-San Giovanni in Galdo
Stazione di Matrice-Montagano-San Giovanni in Galdo vasútállomás Olaszországban, Molise régióban, Matrice településen.

## Vasútvonalak
Az állomást az alábbi vasútvonalak érintik:
- Termoli–Venafro-vasútvonal

## Kapcsolódó állomások
A vasútállomáshoz az alábbi állomások vannak a legközelebb: 
- Stazione di Ripalimosani
- Stazione di Castellino sul Biferno